# Kescheid
Kescheid ist eine Ortsgemeinde im Landkreis Altenkirchen (Westerwald) in Rheinland-Pfalz. Sie gehört der Verbandsgemeinde Altenkirchen-Flammersfeld an.

## Geographie
Kescheid liegt etwa drei Kilometer nordwestlich von Flammersfeld.
Zur Ortsgemeinde Kescheid gehören noch die Ortsteile Hardt und Püscheid.

## Geschichte
Kescheid gehörte spätestens seit 1490 zum Kirchspiel Flammersfeld in der Grafschaft Sayn. Nach der Teilung der Grafschaft im 17. Jahrhundert kam Kescheid zu Sayn-Hachenburg. Im Jahre 1799 fiel diese Grafschaft an die Fürsten von Nassau-Weilburg und gehörte von 1806 bis 1815 zum Herzogtum Nassau. Aufgrund der Beschlüsse des Wiener Kongresses und eines Vertrages zwischen Nassau und Preußen kam das frühere Kirchspiel Flammersfeld 1815 zum Königreich Preußen. Kescheid wurde der Verwaltung der seinerzeit neu gebildeten Bürgermeisterei Flammersfeld im Kreis Altenkirchen zugeordnet.
Bevölkerungsentwicklung
Die Entwicklung der Einwohnerzahl, die Werte von 1871 bis 1987 beruhen auf Volkszählungen:
| Jahr | Einwohner |
| 1815 | 112       |
| 1835 | 145       |
| 1871 | 175       |
| 1905 | 144       |
| 1939 | 141       |
| 1950 | 167       |

| Jahr | Einwohner |
| 1961 | 137       |
| 1970 | 112       |
| 1987 | 84        |
| 2005 | 134       |
| 2022 | 132       |

## Religion
56 % der Einwohner von Kescheid sind evangelisch, 13 % katholisch. Die Protestanten sind der Evangelischen Kirchengemeinde Flammersfeld im Kirchenkreis Altenkreis der Evangelischen Kirche im Rheinland zugeordnet. Die Katholiken gehören zur Pfarrei St. Antonius in Oberlahr, Erzbistum Köln.

## Politik

### Gemeinderat
Der Gemeinderat in Kescheid besteht aus sechs Ratsmitgliedern, die bei der Kommunalwahl am 9. Juni 2024 gewählt wurden, und der ehrenamtlichen Ortsbürgermeisterin als Vorsitzender.

### Bürgermeister
Doris Lichtenthäler wurde am 2. September 2024 Ortsbürgermeisterin von Kescheid. Bei der Direktwahl am 9. Juni 2024 war sie als einzige Bewerberin mit einem Stimmenanteil von 89,8 % für fünf Jahre gewählt worden.
Ihr Vorgänger Stefan Fey hatte das Amt von 2014 bis 2024 ausgeübt. Amtsvorgänger von Stefan Fey war Hans-Joachim Schochow, gegen den sich Fey am 28. September 2014 bei der Stichwahl der Wiederholungswahl durchsetzen konnte.

## Wirtschaft
Kescheid ist ein durch die Landwirtschaft geprägter Ort, an dem noch drei landwirtschaftliche Vollerwerbsbetriebe und fünf landwirtschaftliche Nebenerwerbsbetriebe auf etwa 300 ha Nutzfläche arbeiten (Stand 2010).

## Sehenswürdigkeiten
- Zu beachten sind die denkmalgeschützten Gebäude der Hofanlage und des Fachwerkhauses in der Hardter Straße 14 sowie zwei Fachwerkhäuser in Püscheid (Hardter Straße 6 und 8).[11]